# Bronte, Sicilia
Bronte este o comună în Provincia Catania, Sicilia din sudul Italiei. În 2011 avea o populație de 19.251 de locuitori.

## Demografie
Bronte - evoluția demografică

|  | Graficele sunt indisponibile din cauza unor probleme tehnice. Mai multe informații se găsesc la Phabricator și la wiki-ul MediaWiki. |

Date: Recensăminte sau birourile de statistică - grafică realizată de Wikipedia

## Personalități născute aici
- Giuseppe Castiglione[3] (n. 1963), om politic, europarlamentar.